# Franciszek Musielak
Franciszek Musielak (ur. 5 października 1883 w Gałęziewicach, zm. 1 maja 1959 w Poznaniu) – uczestnik strajku dzieci wrzesińskich w 1901.

## Życiorys
Jego rodzicami byli Michał Musielak i Michalina zd. Żmuda. Kształcił się jako szewc. 20 maja 1901 wystąpił w obronie strajkujących dzieci wrzesińskich. Działanie to zostało uznane przez sąd w Gnieźnie jako próba przeszkodzenia okręgowemu inspektorowi szkolnemu i nauczycielom Katolickiej Szkoły Ludowej we Wrześni w wykonywaniu czynności urzędowych. Został za to skazany na 9 miesięcy więzienia.
Po odbyciu kary został wcielony do wojska pruskiego. W 1905 ożenił się z Franciszką Marszałek w Krotoszynie. W trakcie I wojny światowej walczył na froncie zachodnim, gdzie stracił częściowo słuch.
W dwudziestoleciu międzywojennym do 1934 służył jako sierżant w 3 pułku lotniczym na Ławicy w Poznaniu. Pracę kontynuował w Zarządzie Miejskim w Poznaniu. W 1939 został wraz z rodziną wysiedlony na wieś w Kieleckie. W 1945 powrócił do Poznania i ponownie podjął pracę w Zarządzie Miejskim. Miał trzy córki. 
Zmarł 1 maja 1959 w Poznaniu. Został pochowany 4 maja 1959 na cmentarzu Junikowo w Poznaniu.